# Irina Maleeva
Irina Maleeva (* 1. Januar 1954) ist eine bulgarische Schauspielerin. Ihre Auftritte erstrecken sich vom Theater über Kino und Fernsehen bis hin zu musikalischen Bühnenstücken.

## Biografie
Irina Maleeva ist die Tochter der berühmten bulgarischen Theaterschauspielerin Irina Tasseva und eines adeligen italienischen Staatsmannes. Bereits als Kind spielte sie Rollen in ihrer Heimat Bulgarien. Mit 15 Jahren wurde sie von Federico Fellini für den Film entdeckt und sie übernahm mehrere Hauptrollen. Im Fernsehfilm The Merchant of Venice unter der Regie von Orson Welles spielte sie 1969 die Hauptrolle als Jessica. Teile des Films galten als verschollen, der wiederentdeckte Film wurde 2017 im Grauman’s Egyptian Theatre in Los Angeles erstmals wieder gezeigt.
Irina Maleeva spricht sieben Sprachen, ihre Studien schlossen Malerei und Szenografie ein. Sie studierte an der Accademia di Belle Arti di Roma, an der Schule von Cinecittà nahe Rom und der Royal Academy of Dramatic Art in London. 2017 erhielt sie den Life Achievement Award des South East European Film Festivals.

## Filmografie

### Kinofilme
- 1968: Außergewöhnliche Geschichten
- 1969: Die Degenerierten
- 1973: Dracula im Schloß des Schreckens
- 1973: Ku Fu? Dalla Sicilia con furore, Regie Nando Cicero
- 1973: Metti… che ti rompo il muso, Regie Giuseppe Vari
- 1974: Der kleine Polizist, Regie Franco Lo Cascio
- 1974: Ordine firmato in bianco, Regie Gianni Manera
- 1974: Il trafficone, Regie Bruno Corbucci
- 1975: Auge um Auge (La città sconvolta: caccia spietata ai rapitori)
- 1976: The Yum Yum Girls, Regie Barry Rosen
- 1978: I teleftaia ptisi, Regie Dimis Dadiras
- 1980: Union City, Regie Marcus Reichert
- 1986: Una pazza vacanza di Natale, Regie Zane Buzby
- 1986: Club Sandwich
- 1994: Hard Drive - Ein wilder erotischer Ritt, Regie James Merendino
- 2000: The Comedy of Errors, Regie Wendell Sweda
- 2003: Wasabi Tuna, Regie Lee Friedlander
- 2012: Maattrraan, Regie K.V. Anand
- 2015: Mit besten Absichten, Regie Lorene Scafaria

### Fernsehserien u.a.
- 1969: Der Kaufmann von Venedig, Regie Orson Welles (Fernsehfilm)
- 1970: Poly e le sette stelle (Fernsehserie, 13 Episoden)
- 1986:  The Judge, Regie Martin Pasetta (Fernsehserie)
- 1987: Irina, o megalos erotas (Video)
- 1999: Pensacola – Flügel aus Stahl (Fernsehserie, Episode 2x18)
- 2000: Gilmore Girls (Fernsehserie, Episode 1x02)
- 2001: Six Feet Under – Gestorben wird immer (Fernsehserie)
- 2001: Just Shoot Me – Redaktion durchgeknipst (Fernsehserie)
- 2004: Angel – Jäger der Finsternis (Fernsehserie)
- 2005: Nemesis – Der Angriff (Fernsehserie)
- 2006: Reich und Schön (Fernsehserie, 5 Episoden)
- 2007: American Body Shop (Fernsehserie)
- 2007: Heroes (Fernsehserie, Episode 2x06)
- 2010: Trading Eights (Fernsehserie)
- 2014: He Don't Got Game (Fernsehserie)
- 2016: The Night Shift (Fernsehserie)
- 2016: Aquarius (Fernsehserie, Episode 2x08)
- 2016: Jane the Virgin (Fernsehserie, Episode 3x07)
- 2021: For All Mankind (Fernsehserie)